# Decentrale autonome organisatie
Een decentrale autonome organisatie of decentralized autonomous organization (DAO) is een organisatie die wordt gerund door de regels gecodeerd als computerprogramma's, de zogenaamde smart contracts of 'slimme contracten'. De regels die een DAO gebruikt om financiële transacties en programma-regels op te slaan, worden gehandhaafd op een blokketen of blockchain. Er zijn verschillende voorbeelden van dit businessmodel. De precieze juridische status van dit soort organisaties lijkt soms onduidelijk. al zijn bestaande juridische structuren in NL wel toepasbaar. De aantallen DAO projecten lijken exponentieel te groeien.

## Achtergrond
Gedecentraliseerde autonome organisaties worden door sommigen gezien als moeilijk te beschrijven. Toch wordt in essentie een gedecentraliseerde autonome organisatie getypeerd als een organisatie die de blockchaintechnologie als veilig digitaal grootboek kan gebruiken dat (financiële) transacties over het internet volgt, gehard tegen vervalsing door vertrouwde timestamping en door de verspreiding van een gedistribueerde database. Deze benadering haalt de noodzaak weg om een bilateraal geaccepteerde derde partij te hebben bij een financiële transactie, waardoor de transactie simpeler wordt. De kosten van een transactie via de blockchain en het beschikbaar maken van de daarmee verbonden data zijn daardoor mogelijk veel lager. Ook is het niet nodig contracten in verschillende systemen bij te houden. De blockchain kan daardoor in principe publieke documenten vervangen, als dat toegestaan zou worden door de regulerende instanties, zoals aktes en wetten. In theorie is het via een blockchain-benadering mogelijk om meerdere gebruikers van cloud computing een gezamenlijk smart contract aan te laten gaan zonder dat zij zelf enige koppeling met elkaar hebben. DAOs zijn in basis organisaties met minimaal een gedeelde "treasury" (gezamenlijk eigenaarschap en zeggenschap van waarde) en "notary" (stemmen en executie daarvan) functie waarbij besluiten automatische worden geexecuteerd gebruikmakend van zogenaamde smart contracts.

## Eigenschappen
Vitalik Buterin stelt dat nadat een DAO is gestart, die zichzelf kan beheren omdat smart contracts mensen vervangen. Ethereum, dat is gebouwd op een blokketen en gestart in 2015, wordt wel beschreven als een ander platform dat DAO's kan starten. Andere voorbeelden van DAO's zijn The DAO en Digix.io. Een digitale munt DigixDAO beëindigde zijn crowdfundingcampagne waarna de munt sinds 28 april 2016 op beurzen wordt verhandeld.